# 蘇悉地羯羅経
『蘇悉地羯羅経』（そしつじからきょう、梵: Susiddhikāra Sūtra, スシッディカーラ・スートラ）は、「大日三部経」の一つに数えられる、密教を代表する経典である。略して、『蘇悉地経』（そしつじきょう、梵: Susiddhi Sūtra, スシッディ・スートラ）とも呼ばれる。
原題は、「ス・シッディ」（su-siddhi）が「優れた-成就」、「カーラ」（kāra）が「行・作法」、「スートラ」（sūtra）が「経」、総じて「優れた成就のための作法についての経」の意。

## 概要
成就のための儀則を説く。
善無畏（輸波迦羅）訳。
天台宗（台密）において特に重要視される。